# NGC 135
NGC 135 est une galaxie spirale barrée située dans la constellation de la Baleine. NGC 135 a été découverte par l'astronome américain Francis Leavenworth en 1886.

## Caractéristiques
Sa vitesse par rapport au fond diffus cosmologique est de 6 868 ± 50 km/s, ce qui correspond à une distance de Hubble de 101,2 ± 7,1 Mpc (∼330 millions d'al).
Les magnitudes apparentes de NGC 135 dans l'ultraviolet et dans le proche infrarouge sont respectivement égales à 16,667 ± 0,026 et à 11,149 ± 0,034.